# Virslīga 2025
La Virslīga 2025, conosciuta anche come TonyBet Virslīga per questioni di sponsorizzazione, è la 34ª edizione della massima divisione del campionato lettone di calcio dall'indipendenza e la 51ª con questa denominazione. Il campionato è iniziato il 5 marzo 2025 e si concluderà il 9 novembre successivo.
La squadra campione in carica è il RFS Riga, che ha vinto il suo terzo titolo nazionale nell'edizione 2024.

## Stagione

### Novità
Dalla stagione precedente sarebbe dovuto retrocedere il Jelgava, ultimo calssificato del campionato. Tuttavia il Valmiera è stato retrocesso d'ufficio a causa dei problemi finanziari della società, consentendo il ripescaggio del Jelgava. Al suo posto dalla 1. Līga è stato promosso il Super Nova, dopo una sola stagione di assenza dalla massima serie.

### Formula
Le 10 squadre partecipanti si affrontano in un doppio girone all'italiana, per un totale di 36 giornate. La prima classificata è campione di Lettonia e si qualifica per la UEFA Champions League 2026-2027, mentre seconda e terza classificata ottengono la qualificazione per la UEFA Conference League 2026-2027 insieme con la vincente della Latvijas kauss. L'ultima classificata è invece retrocessa in 1. Līga, mentre la nona gioca uno spareggio promozione/retrocessione per la permanenza in massima serie.

## Squadre partecipanti
| Club           | Città      | Stadio                   | Stagione precedente  |
| -------------- | ---------- | ------------------------ | -------------------- |
| Auda Ķekava    | Ķekava     | Audas stadions           | 3° in Virsliga       |
| BFC Daugavpils | Daugavpils | Celtnieks Stadions       | 5° in Virsliga       |
| Grobiņa        | Grobiņa    | Grobiņa Stadium          | 9° in Virsliga       |
| Jelgava        | Jelgava    | Zemgale Olympic Center   | 10° in Virsliga      |
| Liepāja        | Liepāja    | Daugavas Stadions        | 6° in Virsliga       |
| Metta          | Riga       | Daugavas Stadions        | 7° in Virsliga       |
| RFS Riga       | Riga       | Stadions Arkādija        | Campione di Lettonia |
| Riga FC        | Riga       | Stadio Skonto            | 2° in Virsliga       |
| Super Nova     | Riga       | Stadio Jānis Skredelis'  | 1° in 1. Līga        |
| Tukums 2000    | Tukums     | Tukuma pilsētas stadions | 8° in Virsliga       |

## Classifica
|                     | Pos. | Squadra        | Pt | G  | V  | N  | P  | GF | GS | DR  |
| ------------------- | ---- | -------------- | -- | -- | -- | -- | -- | -- | -- | --- |
| Lettonia (bandiera) | 1.   | Riga FC        | 61 | 24 | 19 | 4  | 1  | 58 | 17 | +41 |
|                     | 2.   | RFS Riga       | 58 | 24 | 19 | 1  | 4  | 63 | 22 | +41 |
|                     | 3.   | Liepāja        | 38 | 24 | 11 | 5  | 8  | 40 | 36 | +4  |
|                     | 4.   | Auda Ķekava    | 37 | 24 | 11 | 4  | 9  | 24 | 28 | -4  |
|                     | 5.   | BFC Daugavpils | 33 | 24 | 9  | 6  | 9  | 36 | 42 | -6  |
|                     | 6.   | Jelgava        | 27 | 24 | 7  | 6  | 11 | 20 | 27 | -7  |
|                     | 7.   | Super Nova     | 22 | 24 | 4  | 10 | 10 | 26 | 32 | -6  |
|                     | 8.   | Tukums 2000    | 21 | 24 | 5  | 6  | 13 | 27 | 47 | -20 |
|                     | 9.   | Grobiņa        | 20 | 24 | 5  | 5  | 14 | 21 | 44 | -23 |
|                     | 10.  | Metta          | 17 | 24 | 4  | 5  | 15 | 20 | 50 | -30 |

Legenda:
      Campione di Lettonia e ammessa alla UEFA Champions League 2026-2027
      Ammesse alla UEFA Europa Conference League 2026-2027
 Ammessa allo spareggio promozione-retrocessione
      Retrocessa in 1. Līga 2026
Note:
Tre punti a vittoria, uno a pareggio, zero a sconfitta.
La classifica viene stilata secondo i seguenti criteri:
- Punti conquistati
- Punti conquistati negli scontri diretti
- Differenza reti negli scontri diretti
- Partite vinte
- Differenza reti generale
- Reti totali realizzate
- Miglior rapporto goal (goal fatti/goal subiti)
- Fair-play ranking
- Spareggio

## Spareggio promozione/retrocessione
Allo spareggio partecipano il nono classificato in Virslīga, e il secondo classificato (escluse le squadre riserve) della 1. Līga.
|  | Risultati |  | Luogo e data |
|  | --------- |  | ------------ |
|  |           |  |              |
|  |           |  |              |
|  |           |  |              |

## Statistiche

### Capoliste solitarie
|    | ——       | ——       | ——       | ——       | ——       | ——       | ——       | ——       | ——       | ——       | ——       | ——      | ——      | ——      | ——      | ——      | ——      | ——      | ——      | ——      | ——      | ——      | ——      | ——  | ——  | ——  | ——  | ——  | ——  | ——  | ——  | ——  | ——  | ——  | ——  | ——  | ——  | —— |  |
|    | RFS Riga | RFS Riga | RFS Riga | RFS Riga | RFS Riga | RFS Riga | RFS Riga | RFS Riga | RFS Riga | RFS Riga | RFS Riga | Riga FC | Riga FC | Riga FC | Riga FC | Riga FC | Riga FC | Riga FC | Riga FC | Riga FC | Riga FC | Riga FC | Riga FC |     |     |     |     |     |     |     |     |     |     |     |     |     |     |    |  |
|    |          |          |          |          |          |          |          |          |          |          |          |         |         |         |         |         |         |         |         |         |         |         |         |     |     |     |     |     |     |     |     |     |     |     |     |     |     |    |  |
|    |          |          |          |          |          |          |          |          |          |          |          |         |         |         |         |         |         |         |         |         |         |         |         |     |     |     |     |     |     |     |     |     |     |     |     |     |     |    |  |
| 1ª | 2ª       | 3ª       | 4ª       | 5ª       | 6ª       | 7ª       | 8ª       | 9ª       | 10ª      | 11ª      | 12ª      | 13ª     | 14ª     | 15ª     | 16ª     | 17ª     | 18ª     | 19ª     | 20ª     | 21ª     | 22ª     | 23ª     | 24ª     | 25ª | 26ª | 27ª | 28ª | 29ª | 30ª | 31ª | 32ª | 33ª | 34ª | 35ª | 36ª | 37ª | 38ª |    |  |